# Pseudagrion divaricatum
Pseudagrion divaricatum är en trollsländeart som beskrevs av Schmidt 1951. Pseudagrion divaricatum ingår i släktet Pseudagrion och familjen dammflicksländor. IUCN kategoriserar arten globalt som livskraftig. Inga underarter finns listade i Catalogue of Life.